# Срикакулам (округ)
Срикакулам (телугу శ్రీకాకుళం జిల్లా; англ. Srikakulam) — округ на северо-востоке индийского штата Андхра-Прадеш. Образован в 1950 году из части территории округа Вишакхапатнам. Административный центр — город Срикакулам. Площадь округа — 5837 км². По данным всеиндийской переписи 2001 года население округа составляло 2 537 593 человека. Уровень грамотности взрослого населения составлял 55,3 %, что немного ниже среднеиндийского уровня (59,5 %). Доля городского населения составляла 11 %.